# Movimento eucaristico giovanile

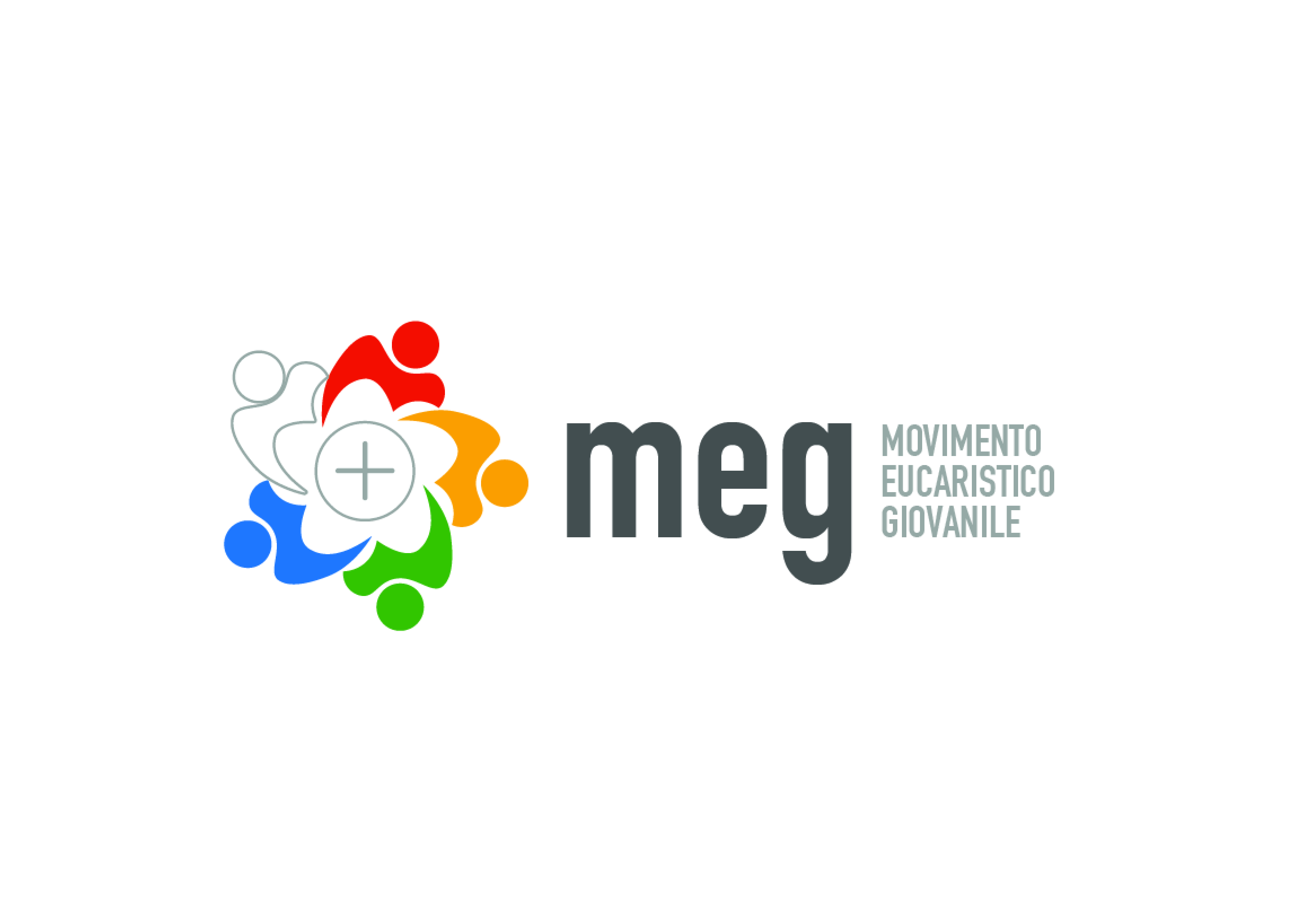
Logo ufficiale del Movimento Eucaristico Giovenile

Il Movimento Eucaristico Giovanile (MEG) è un movimento educativo cattolico internazionale per i giovani. È nato nel 1915 in Francia come Crociata Eucaristica in seguito alla chiamata del Congresso Eucaristico Internazionale di Lourdes a formare "una grande lega eucaristica di bambini". Ha iniziato il suo rinnovamento pedagogico nel 1962, chiamandosi Movimento Eucaristico Giovanile. È la sezione giovanile della Rete Mondiale di Preghiera del Papa.
Questo movimento è composto da giovani dai 5 ai 18 anni ed è presente in più di 59 paesi. Trova le sue radici nella Rete Mondiale di Preghiera (Apostolato della Preghiera) e si ispira agli Esercizi Spirituali di Sant'Ignazio.

## Il MEG in Italia
Il Movimento eucaristico giovanile (MEG) è un movimento ecclesiale la cui direzione è affidata in Italia dai vescovi alla Compagnia di Gesù. È uno dei tre movimenti laicali di spiritualità ignaziana, insieme alla Comunità di vita cristiana e alla Lega missionaria studenti. Il MEG nasce dall'esperienza dell'Apostolato della preghiera (Adp) di cui rappresenta ufficialmente la sezione giovanile.

## Branche
Il MEG accoglie bambini e giovani dagli otto anni in su suddivisi in cinque gruppi chiamati branche:
- gruppi emmaus (GE): 8-10 anni
- ragazzi nuovi (RN): 11-13 anni
- comunità 14 (C-14): 14-17 anni
- pre testimoni (Pre-T): 18-23 anni
- testimoni (T): >23 anni

## Le quattro leggi
- Leggi il Vangelo
- Vivi la Messa
- Ama i fratelli
- Sii il 13° apostolo